# 大震災內埔庄殉難者追悼碑
大震災內埔庄殉難者追悼碑，是一座位於臺灣臺中市后里區的紀念碑，因紀念1935年新竹-台中地震殉難者而興建而設立，今被劃為內埔庄役場設施群而被列為臺中市市定古蹟。

## 沿革
1935年4月21日清晨，臺灣中部發生芮氏規模為7.1大地震，造成當時海岸線及舊山線地區受災嚴重。其中舊名「墩仔腳」的內埔庄遭到重創，當時全庄除了內埔庄役場之外幾乎夷為平地。
隔年，臺灣中部幾個較嚴重的災區或特殊地點皆立有碑銘，藉以「慰靈」與「追悼殉難者」，大震災內埔庄殉難者追悼碑也於此時建立，此後，內埔庄每年舉辦聯合追悼會為追悼亡者，在每逢震災紀念日則由行政首長帶領各界人士奠祭震災亡魂。
。
1966年，殉難者追悼碑自后里國中遷移至現址，即后里區公所後方。

## 設計
殉難者追悼碑採用花崗石作為主要結構，碑頂為尖切角，平台四周有鐵鍊與短石柱形成圍欄。基座乃由平台對角線所界定出的四道渦卷狀支柱所形成，其上承接一方體，原應刻有受難者名單，再上方則為「大震災內埔庄殉難者追悼碑」字樣之方尖碑體。該碑是由來自大甲郡清水街的許成財琢造：
其碑除刻有殉難者姓名，還設有一座於戰後時期由后里鄉公所於1966年4月21日加拓之碑文：

時維中華民國二十四年四月二十一日上午六時零二分，本省中部地區遭遇大地震一時山地裂、飛來橫禍，尤以本鄉災情最慘民房倒塌十之八九，面目全非、庄長張堪助張花暨庄民一千零二人，罹難 輕重傷三千零八十四人、無家可歸者二千三百九十六戸。屍鴻遍野、滿目瘡痍，慘状不可言喻，鳴呼慘哉。值震災三十週年遷建現址，並謹誌概，略為殉難者悼意，藉資永垂。
中華民國五十五年四月二十一日 后里鄉長 張銀湖 謹誌

## 外部連結
- 大震災內埔莊殉難者追悼碑- 臺灣記憶- 國家圖書館